# Phil Urso and Bob Brookmeyer
Phil Urso and Bob Brookmeyer è un album di Bob Brookmeyer e del sassofonista Phil Urso, pubblicato nel 1954 dalla Savoy Records.
Il disco contiene le registrazioni di due sessions differenti: i primi quattro brani, eseguiti dal solo Urso, sono stati registrati a NYC nell'aprile del 1953, mentre gli altri quattro sono stati incisi l'anno dopo.

## Tracce
1. Little Pres – Registrato a New York il 14 aprile del 1953
2. Three Little Words – Registrato a New York il 14 aprile del 1953
3. Don't take Your Love from Me – Registrato a New York il 14 aprile del 1953
4. She's Funny That Way – Registrato a New York il 14 aprile del 1953
5. Chiketa – Registrato a New York il 30 aprile del 1954
6. Stop Watch – Registrato a New York il 30 aprile del 1954
7. Wizzard's Gizzard – Registrato a New York il 30 aprile del 1954
8. Ozzie's Ode – Registrato a New York il 30 aprile del 1954

## Musicisti
Nei brani 01, 02, 03 & 04
- Phil Urso – sassofono tenore
- Walter Bishop Jr. – pianoforte
- Clyde Lombardi – contrabbasso
- Howie Mann – batteria

Nei brani 05, 06, 07 & 08
- Bob Brookmeyer – trombone (a pistoni)
- Phil Urso – sassofono tenore
- Horace Silver – pianoforte
- Percy Heath – contrabbasso
- Kenny Clarke – batteria